# Gyilkosos

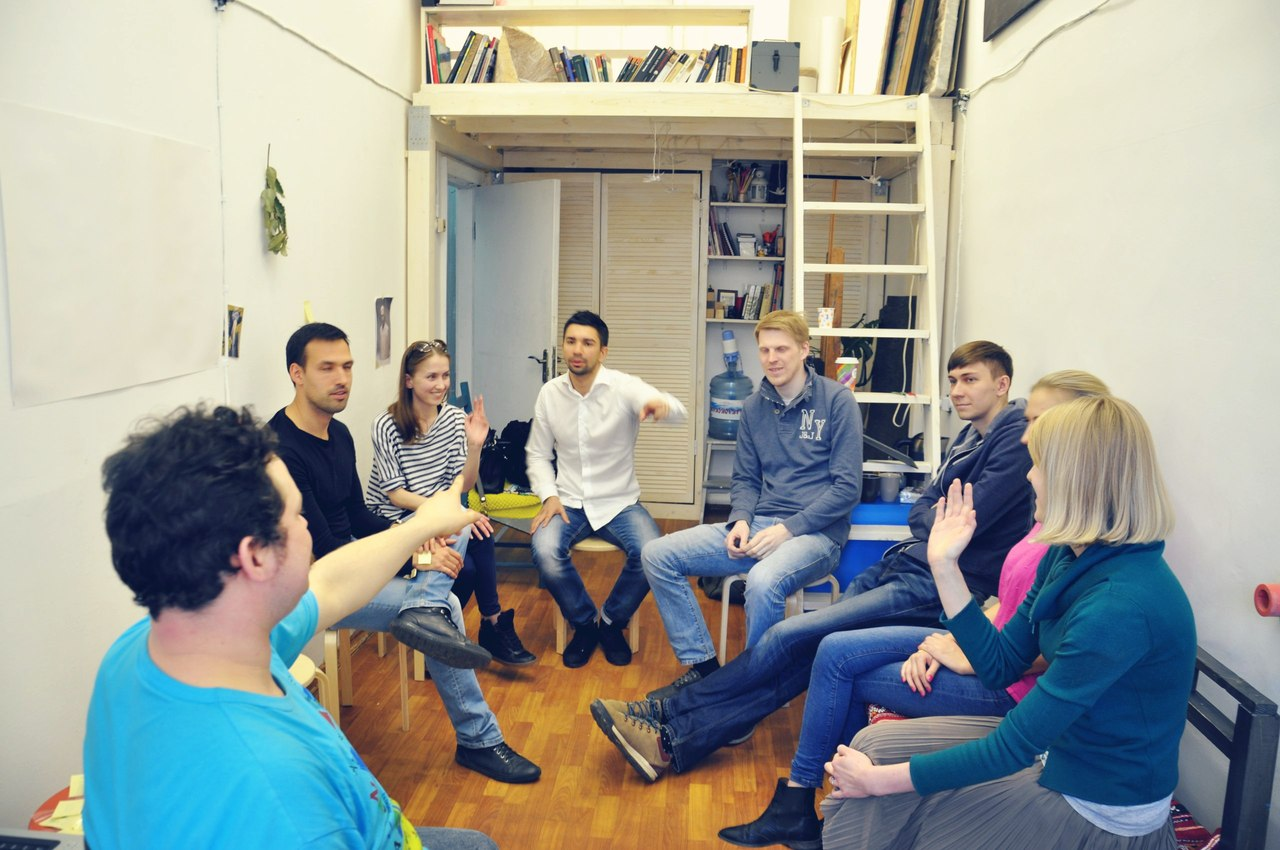
Játék közben

A gyilkosos (más néven maffia, vérfarkasos vagy alszik a város) egy társasjáték, amit általában 10-15 ember játszik. 10 éven aluli gyerekeknek nem (vagy csak felnőtt-felügyelettel) ajánlott.

## Menete
A játékhoz semmilyen segédeszközre nincs szükség, csak egy helyre – ahol a résztvevők körbeülhetnek, hogy mindnyájan láthassák egymást, és belül vagy kívül körbejárhatóak legyenek, – valamint arra, hogy ne legyen nagy zaj. A körbe ülő játékosok mellett egy játékvezető szükséges még, aki kijelöli a gyilkosokat és a seriffet, illetve levezeti a játékot. A játékvezetőnek különösen kell ügyelnie arra, hogy véletlenül se segítse viselkedésével semelyik oldalt (pl. senki mögött ne álljon meg hosszabban). A játék levezetése mellett a  legfontosabb feladata, hogy az épp adott csoporthoz igazítsa, színesítse a játékot, így érdekessé téve azt.
A játék azzal kezdődik, hogy a játékvezető felkéri a játékosokat, hogy csukják be a szemüket, és elindul lassan körbe a játékosok körül. Két embernek közülük az előre megadott módon (például fülhúzással) jelzi, hogy ők lesznek a gyilkosok, egy harmadik embernek pedig egy másik jelzéssel (például két fülhúzással), hogy ő lesz a seriff. A kijelölést lehet sorsolással is csinálni, pl. egy kártyapaklival, ahol mindenki szerepe az általa kapott kártyától függ, aminek jelentéséről a játékosok előre megállapodtak. Ezután megkéri a két gyilkost, hogy nyissák ki a szemüket, keressék meg egymást, és állapodjanak meg észrevétlenül az első néhány áldozatban. Ha készen vannak, újból becsukják a szemüket. A játékvezető ezután a seriffet kéri meg, nyissa ki a szemét, és kérdezzen rá valakire rámutatással, gyilkos-e. A játékvezető bólintással vagy fejrázással válaszol. Újból lecsukódik minden szem.
Ekkor a játékvezető bejelentése nyomán nappal lesz, mindenki kinyithatja a szemét. A játékosok megvitathatják, van-e valaki, akit gyanúsnak tartanak (például mert korábban zajt hallottak felőle), és ha el tudnak határozni egy személyt, akkor este közös akarattal felakaszthatják. (Véleménykülönbség esetén szavaznak, amit a játékvezető egyszerű többség alapján fogad el.) 
Akár történt akasztás, akár nem, a vita végén a játékvezető bejelenti, hogy este van, mire mindenki becsukja a szemét. A játékvezető végigmondja minden játékos keresztnevét, a gyilkosok egyiküknél egyszerre és egyértelműen jeleznek egy mozdulattal, és ez a játékos másnap reggelre halott (kiesik a játékból). Ha a gyilkosok nem adnak egyértelmű jelzést, mindenki életben marad. Ezután a seriff egy új kérdést tehet föl egy újabb személyről, amire a játékvezető (némán) válaszol. Ekkor megvirrad (mindenki kinyithatja a szemét), és a játékvezető közli a lakossággal, ha újabb gyilkosság történt, illetve azt is, ha a gyilkosok nem jártak sikerrel.
Hasonlóképp követik egymást az újabb nappalok és éjszakák: vita, esetleg akasztás, éjjel pedig talán újabb gyilkosság.
A gyilkosok napközben is kommunikálhatnak a következő áldozatok személyéről, ha képesek észrevétlenül megtenni. Mehetnek minta szerint, eltehetik láb alól a legveszélyesebb polgárokat, vagy taktikai okokból akár a legveszélytelenebbet is.
Az akasztás alapja bármi lehet, ami az adott körülmények közt észszerűnek tűnik, hogy az illető gyilkos voltára utalhat: ha túl sokat vagy túl keveset beszél, ha mozgást hallottak felőle, ha úgy tűnt, egyeztet valakivel, ha nagyon véd vagy nagyon támad valakit, stb.
Az akasztás során nem derül ki (még utólag sem), hogy megalapozott volt-e a lakosok sejtése, tehát könnyen előfordulhat, hogy ártatlan embert végeznek ki. A lakosoknak nincs közvetlen információjuk arról, hány gyilkos él még közöttük. (Ha egy reggel nem történik gyilkosság, az nyilván arra utal, hogy még ketten vannak, hiszen nem tudtak megegyezni.)  A nappali vita közben a gyilkosok is békés lakosoknak tettetik magukat, és megpróbálják elterelni magukról a gyanút.
A seriff adhat tanácsot névtelenül, de bármikor fel is fedheti magát, ha célravezetőnek tartja a polgárok érdekében. Bármelyik gyilkos is seriffnek mondhatja magát, ennélfogva a lakosok nem kötelesek készpénznek venni ezt az állítást.
A halott játékosok a többiek között maradhatnak az asztal körül, éjszaka már nem kell becsukniuk a szemüket, de a játékhoz nyilván nem szólhatnak hozzá, senkinek nem adhatnak információt.
A játék akkor ér véget, ha 
1. minden gyilkost felakasztottak – ekkor a játékvezető este bejelenti az ártatlanok győzelmét,
2. illetve ha az ártatlan polgárok és a gyilkosok száma egyenlővé lesz – ilyenkor a gyilkosok felfedik magukat, mivel többségi szavazással már nem lehet kivégezni őket, és ők veszik át a hatalmat.

## Változatok
Ugyanennek a játéknak él egy másik változata is, a lényegi különbség ez: a gyilkosok éjjel felkelnek, csakúgy, mint a seriff (rendőr). Tehát ha pl. van 3 gyilkos és éjjel van, a játékvezető így szól: Keljenek fel a gyilkosok! Erre a gyilkosok kinyitják a szemüket, és választanak egy áldozatot. Ahhoz, hogy egy éjszaka valaki meghaljon, az összes gyilkosnak ugyanarra az áldozatra kell mutatnia, de itt is – akárcsak nappal – az emberek próbálják meggyőzni egymást (csak itt mutogatva), hogy ki haljon meg. Más változatok szerint a gyilkosok akkor gyilkolnak, ha a bennmaradt gyilkosok több mint a fele ugyanarra az emberre szavaz, tehát 1 gyilkosnál 1, 2-nél és 3-nál 2, 4-nél és 5-nél 3, stb.
Pár egyéb változat:
- A játékvezető minden reggel megmondja, hogy hány lövés dörrent, ebből lehet tudni, hogy hány gyilkos van még életben.
- A nappalok ideje 5 percre (ha kevés az idő, akkor 3 percre) van korlátozva, hogy pörgősebb legyen a játék, így kb. 10 emberrel, 2 gyilkossal és egy seriffel 15-25 percig tartanak a játékok.
- A játékvezető nem a játékosok fülét húzza meg, hanem egyenként felébreszti a résztvevőket, és a kezén mutat nekik egy számot; a szokásos kódolás: 1→polgár, 2→gyilkos, 3→seriff.

Van olyan változat, ahol utólag kiderül az akasztott szerepe; vagy lehet szerep, amivel megnézhető a halottak szerepe; illetve arról mindenki értesül, ha a fűszerest akasztották fel. Ez a változat megkönnyíti a város dolgát, erre ügyelnie kell a játékvezetőnek.

### Kerettörténetek
Az eredeti kerettörténettől különböző kerettörténeteket is használnak.
- Gyerekek számára eszkimó falu, jegesmedvékkel (gyilkosok) és vadásszal (rendőr).
- Kommunista gyilkosos, ahol a gyilkosságot a föld kisajátítása helyettesíti. Az áldozat a városba megy munkát keresni.
- A gyilkosokat vérfarkasokkal helyettesítő történet, ahol is nem bűnözők, hanem elátkozott emberek gyilkolnak, akik éjszaka vérfarkasokká változnak.
- A város a kiszavazottakat nem felakasztja, hanem bebörtönzi.
- Hegymászóklub-változat, ahol a szabotőrök tönkreteszik a felszereléseket, így az áldozatnak haza kell mennie, nem mászhat.

### One-Night Werewolf
A játék rövid, egyetlen éjszakából és egy nappali megbeszélésből, majd kiszavazásból álló változata az Okui Akihisza által 2012-ben tervezett One-Night Werewolf, valamint az alapjáték Ultimate kiadásával kompatibilis vámpír, űrlény és szuperhős témájú kiegészítői.

Az egyik legismertebb változat a Town of Salem, amely a salemi boszorkányperek idején játszódik. Nagyon kiélezett, bonyolult változat.

## Kiegészítők
Van, ahol a játékot 12-nél több személy esetén további szereplőkkel játsszák (hogy bonyolultabb és szórakoztatóbb legyen):
- Boszorkány: Éjjel véd, vagy öl, vagy feltámaszt. Az utóbbi kettőt a játék során csak egy-egy alkalommal teheti meg.
- Malac vagy Disznó: Éjszaka a játékvezető megkérdi tőle, hogy röfög vagy sem, ha nem, akkor nem történik semmi, de ha igen, akkor minden ami éjszaka történik, fordítva sül el. Ezt a képességét a játék során egyszer tudja használni.

Tehát: A boszorkány vagy orvos, akit védett, akkor ezúttal meghal. Ha a rendőr és a pap a gyanúsítására egyébként bólogatást kapott volna, akkor most fejrázást kap. A börtönőr enged cselekedni valakit este, ha röfögött a disznó. A többi esetben a cselekvések semmissé válnak, például a gyilkosok gyilkolása nem történik meg, a csonkoló nem csonkol, a terrorista nem rak bombát senkire, a boszorkány nem támaszt fel, a Cupido nem köt össze senkit, ha a röfögés éjszakáján szerette volna stb. A malacnak csak éjszakai kihatása van, tehát például a polgármesternek ugyanazt a választ kell kapnia, mint ha nem röfögött volna a disznó. Az így elhasználódott egyszeri képességek nem használhatóak újra.
- Serpa: Nappalra elvisz valakit, tehát nem tud kommunikálni azon a napon, és a nép sem tudja megölni nappal. Magát nem viheti el.
- Prosti/Pillangó: Éjszaka elvisz valakit. Olyan, mint egy védelem az orvostól, csak ha például a rendőrt viszi el, akkor aznap este a rendőr nem tud kérdezni.
- Darth Vader: A 3. éjszaka már a gyilkosok oldalán harcol, addig nem.
- Jézus vagy Halhatatlan: A 3. nappal reggelén feltámad.
- Pék: A halálától számított 3. nappal reggelén a város éhen hal, vége a játéknak és döntetlen.
- Izom Tibor: Hasonlít a serpára, valakinek az éjszaka behúz, ezáltal az a következő nappalra bekerül az intenzívre, de két egymást követő nap nem üthet be ugyanannak a személynek. Nem ütheti meg önmagát.
- Ügyvéd: Éjszaka rámutat valakire, ezáltal a következő nappalon őt nem tudja kiszavazni a nép, kivéve, ha a népesség 100%-a (a gyanúsítottat nem beleértve) a halálára szavaz.
- WC-pucoló: Az éjszaka takarít valakinél. Ha erre a személyre a rendőr ugyanazon éjszaka rákérdez, a válasz fejrázás (ártatlan) lesz akkor is, ha az illető gyilkos.
- Bíró: A játék folyamán egyszer tud éjszaka kérdezni, s a játékvezető nem csak fejrázással válaszolhat, hanem el kell mutogatnia az illető pontos szerepét.
- Bioterrorista: Akire éjszaka rámutat, az a rákövetkező 2. nappalra lesz halott. A játék folyamán egyszer tudja használni a képességét, és magán is használhatja.
- Öngyilkos merénylő: Egyszer tudja használni a képességét. Egy embert tud magával vinni a halálba az egyik éjszaka.
- Orvos/Angyal: Minden este megvédhet valakit.
- Börtönőr: Egy embert nem enged cselekedni este. Egyes változatokban akár meg is ölheti foglyát.
- Pap: A seriffhez hasonlít, de ő a halottakat kérdezheti ki.
- Keresztapa: Egy gyilkos, akit a játékvezető a seriff és a pap kérdésére is mindig ártatlan polgárnak mond.
- Csonkoló: Este levághatja valaki kezét, aki azután nem szavazhat, esetleg a nyelvét, s aztán nem beszélhet az áldozat, esetleg vakíthat is, ezáltal az áldozat szavazóképes, de nappal is lehajtott fejjel kell lennie, vagy levághatja az áldozat lábát is, ezáltal éjszaka nem tud cselekedni, persze ezt magukkal is megtehetik taktikai húzásként. Célja, hogy mindenki meg legyen csonkítva, még a gyilkosok is. Eldönthetjük, hogy a csonkítás egy napig, vagy a játék végéig tartson. Egyes változatokban ölni is tud, ekkor a célja az, hogy mindenkit kiirtson.
- Terrorista: Este bombát helyez el valakin, és ha valaki(k) más(ok) is megnézné(k) a bombával felszerelt illetőt aznap este, felrobban mindenki, akin bomba volt.
- Hóhér: Ha az élők többsége mégse szavazná meg az akasztást, de ő igen, a szavazás érvényes, és az illetőt kivégzik. Csak egy embert végeztethet ki.
- Polgármester: Olyan polgár, aki a játék során megkérheti a játékvezetőt, hogy erősítse meg, hogy ő tényleg a polgármester.
- Kaméleon: Felveheti valakinek a szerepét a játék elején azzal, hogy rámutat az első este.
- Cupido: A játék elején két játékos sorsát összekötheti, céljuk, hogy csak ők maradjanak legfeljebb Cupido társaságában, de ha egyikük meghal, a másik is.
- Ámor: A Cupido egy másik változata, azzal a különbséggel, hogy ő tudja, hogy ki a két szerelmes, de a két szerelmes nem tudja, hogy ki ő. Ha úgy adódik, elmondhatja, hogy ki a két szerelmes.
- Kislány: Leskelődhet éjszaka (lehetőleg úgy, hogy azt a gyilkosok ne vegyék észre).
- Űrlény: Nevezik bolondnak is. Az a célja, hogy nappal felakasszák, így sok fejfájást okozhat a városnak, hiszen gyanússá kell tennie magát.
- Pszichopata: Egy előre kijelölt embert kell felakasztatnia, ebből kifolyólag seriffnek kell kiadnia magát a város előtt, hogy bebizonyíthassa, célpontja gyilkos. Ha célpontja éjszaka meghalna, űrlény lesz belőle.
- Porszívóügynök: Minden éjszaka ad egy embernek egy porszívót, ami színesíti a játékot, de semmi jelentőséggel nem bír. Akkor nyer, ha minden élő embernél van porszívó. Más változat: akkor nyer, amikor a polgárok, de halála után tud "szellemporszívót" is adni, ezáltal a falu megtudja, hogy egy ártatlan ember halt meg.
- Időhúzó: Az a célja, hogy a játék egy előre meghatározott időpontig tartson. Csak akkor nyer, ha az idő leteltével életben marad.
- Részeg: Az este végén felkel, és körbevigyorog, ezzel felvidítva a halottakat és a játékvezetőt, de semmi hasznos szerepe nincs.
- kettő vagy akár több, egymással is rivalizáló gyilkospár.
- Plasztikai sebész: éjszakánként összecserélheti két játékos szerepét, de ők nem tudják, hogy kivel lettek kicserélve. A játékvezető őt szólítja fel utolsóként, hogy előtte még mindenki elvégezhesse a feladatát. Nappal mindenki megnézi a kártyáját, hogy ő kicsoda, így nem tudja meg senki, hogy ki kivel cserélt kártyát.
- Vámpír: Minden éjjel megölhet valakit, vagy egy halottat zombiként feltámaszthat. Célja, hogy ő maradjon egyedül játékban (zombik lehetnek).
- Zombi: Olyan halott, akit a vámpír feltámasztott. Megharaphat más halottakat, így azok is zombivá változnak. Visszanyerik a szavazó lehetőségüket, de ezt elveheti tőlük a csonkoló (vagy akár már csonkolva haltak meg, akkor is).
- Vámpírvadász: Esténként rámutathat egy személyre. Ha ő a vámpír, akkor a vámpír reggelre meghal, ha nem ő, akkor nem történt semmi. Célja, hogy a vámpír meghaljon, s ha ez megtörténik, akkor ő nyer.
- Favágó: Ha felakasztják, magával vihet valakit. Éjszakánként ha akar, megölhet egy zombit.
- Pápa: Embereket térít, akiknek szavazatukkal automatikusan őt kell támogatniuk a szavazásnál, és ha gyilkosok voltak, jó útra térnek, vagyis nem gyilkolhatnak.
- Sarki fűszeres: Szerepe nincs, viszont annyi biztos, hogy a sarki fűszeres nem lehet gyilkos. Ha meghal a sarki fűszeres, a játékvezető bejelenti, hogy a sarki fűszeres bezárt, így tájékoztatja a város megmaradt lakóit, hogy egy ártatlan ember halt meg.
- Féltestvér: Olyan áldozat, aki a gyilkosok oldalán játszik. Ő tudja, kik a gyilkosok, a gyilkosok viszont nem tudják, hogy ő ki. Célja, hogy a gyilkosok nyerjenek.
- Gyújtogató: Minden éjszaka megfüröszthet valakit egy kis benzinben. Ettől kezdve bármikor felgyújthatja az előzőleg benzinbe áztatott alakokat. A célja, hogy senki ne maradjon életben rajta kívül. Előfordul, hogy esetleg két gyújtogató is van a játékban, ez esetben nyerhetnek közösen, és ha meg is hal az egyik, a másik attól még lángra gyújthatja azokat is, akiket a „társa” locsolt meg. Az orvos nem tudja megvédeni a félgyújtástól az áldozatot. Az a célja, hogy önmagán és a többi gyújtogatón kívül mindenkit felgyújtson.
- Tűzoltó: Ő az egyetlen, aki a felgyújtástól meg tudja védeni a benzinnel meglocsolt áldozatot.
- Elmebeteg késelő: Az egyik legagresszívabb karakter az egész játékban. Éjszaka két embert megölhet, és egyet meg is csonkolhat. Ha éjszaka valaki rámutat, az reggelre meghal, a rendőr kivételével, ugyanis tőle fél a késelő. Ha éjszaka rámutat a rendőr, akkor az elmebeteg késelő reggelre öngyilkos lesz. Kétféleképpen lehet megölni: nappal kiszavazzák az akasztáson, vagy a rendőr éjszaka rákérdez. Az a célja, hogy egyedül bennmaradjon a játékban. Egyes játékokban elveszik tőle a csonkolás lehetőségét.
- Polgárőr vagy Fegyveres polgár: Az egyetlen lakos, akinek a kezébe fegyvert adnak, de csak egy golyója van. Javasolt nem egyből felhasználni azt az egy lövést, mert ha információ hiányában csak úgy valakire rámutat, nagy eséllyel egy ártatlant öl meg. Viszont van olyan változat is, amiben bármennyit ölhet, de eldöntheti, hogy szeretne-e éjjel gyilkolni.
- Ezermester: Az ezermesternek több képessége is van, de éjszaka csak egyet választhat. Többek közt képes ölni, rákérdezni valakire, védeni vagy gyógyítani és blokkolni, de mindegyik képességét csak egyszer használhatja.
- Kovács: Az éjjel fegyvert tud adni egy karakternek.
- Drogdíler: A pápa ellentéte, csak ő nem híveket, hanem függőket szerez. Minden éjjel tud valakinek drogot adni, ezáltal az áldozat függővé válik és a drogdílertől fog függni az élete, mert ha a függő nem kap 3 kör után újabb adagot, akkor az elvonási tünetek miatt meghal. Ezáltal a drogdíler 3 embert is sakkban tarthat (3 embernél többet nem tud eltartani, mert mire a negyedik megkapná az adagját, meghal). Szóval a drogdíler halála a függők halálához vezet. Ha a drogdíler függővé teszi a hívőket, automatikusan eldobódik a vallásuk, viszont a pápa ezt fordítva nem tudja megtenni. A függőknek megmarad az éjszakai képességük (pl.: a függővé vált gyilkos képes ezután is gyilkolni), de onnantól a céljuk az lesz, hogy megkapják az adagjukat, vagyis átpártolnak a drogdílerhez. A drogdíler képes gyilkolni is, ha úgy akarja: túl is adagolhatja a drogot és ezáltal az áldozata reggelre meghal. Az orvos nem képes kigyógyítani a függőket. A drogdíler célja, hogy egyedül maradjon bent a játékban (bár függők maradhatnak életben).
- Kaszás: Képessége szinte ugyanaz mint a hóhéré, viszont ő csak a halála után aktiválja: ameddig él, addig polgárnak számít, de miután meghalt egy akasztáson, bemondhatja, hogy ő a kaszás, és ezáltal a vádlott automatikusan meghal. Ő is csak egyszer használhatja a képességét.
- Szektások/Szabadkőművesek: Polgárok, akik tudják egymás ártatlanságát.
- Hamisító: Egy gyilkos, akire a kevésbé piszkos munka jutott. Az ő feladata nem a gyilkolás, hanem az ártatlanok "besározása". Akire éjszaka rámutat, annak arra az estére az aktái át lesznek cserélve, így ha pont azon az estén kérdezi ki a seriff a hamisító áldozatát, akkor a játékvezető válasza fejbólintás lesz.
- Öreg: A játék második reggelén szívrohamot kap.
- Kukkoló/Perverz/Őrszem: Az éjszaka akire rámutat, annak a játékvezető elárulja, hogy kik látogatták meg őt azon az estén.
- Magdi anyus: Célja megtippelni, hogy mikor ér véget a játék. Azon az éjjelen legurul a lépcsőn. Ha a következő az utolsó nap, akkor nyert, különben meghal.
- Szirén: Aki rámutat, az meghal. Akkor nyer, ha már hárman meghaltak miatta, de a játék folyik tovább, úgyhogy mások is nyerhetnek még.
- Patológus/Helyszínelő : Ha az éjszaka folyamán meggyilkolnak valakit, akkor a rákövetkező este – a rendőrhöz hasonlóan – rákérdezhet valakire, hogy gyilkos-e. Bizonyos játékverziókban a patológus a kiváló anatómiai/biológiai ismereteinek köszönhetően nem csonkolható, nem némítható el és nem tehető függővé.
- Sámán: A játék során egyszer megkérdezhet egy halottat, hogy mi volt a képessége.
- Királynő: A játék során egyszer felülbírálhatja a szavazást, tehát megakadályozhatja, hogy valakit kiszavazzanak, vagy kiszavazhat valakit.
- Taxisofőr: Felcserélheti két játékos helyét, így ami az egyik felcserélt játékossal történne, az helyette a másikkal történik meg.
- Színész: Az első éjszaka rámutathat valakire, és annak felveszi a szerepét, de ezt csak egyszer teheti meg.
- Félisten: Csak akkor halhat meg, ha kiszavazzák, este nem. Ha csak ő marad a végén, akkor nyer.
- Nindzsa: Ha ártatlan emberrel végez, még aznap meghal.
- Méregkeverő: Megmérgezhet valakit. Akit választ, az 2 napon belül meghal, hacsak nem gyógyítják meg.